# Remanzacco
Remanzacco is een gemeente in de Italiaanse provincie Udine (regio Friuli-Venezia Giulia) en telt 5774 inwoners (31-12-2004). De oppervlakte bedraagt 30,6 km², de bevolkingsdichtheid is 185 inwoners per km².
De volgende frazioni maken deel uit van de gemeente: Ziracco, Selvis, Orzano, Cerneglons.

## Demografie
Remanzacco telt ongeveer 2300 huishoudens. Het aantal inwoners steeg in de periode 1991-2001 met 9,8% volgens cijfers uit de tienjaarlijkse volkstellingen van ISTAT.
| Jaar | Inwoneraantal |
| ---- | ------------- |
| 1991 | 5051          |
| 2001 | 5547          |

## Geografie
Remanzacco grenst aan de volgende gemeenten: Faedis, Moimacco, Povoletto, Pradamano, Premariacco, Udine.

## Geboren
- Simone Scuffet (31 mei 1996), voetballer